# Кикбоксер: Возмездие
«Кикбоксер: Возмездие» (англ. Kickboxer: Vengeance) — кинофильм в жанре боевых искусств, являющийся перезапуском одноимённого фильма 1989 года. В качестве режиссёров выступили Джон Стоквелл и Димитри Логофетис, а главные роли исполнили Ален Мусси, Жан-Клод Ван Дамм, Дейв Батиста, Джина Карано, Жорж Сен-Пьер и Дэррен Шахлави. Съёмки проходили с 24 ноября по 21 декабря 2014 года в Новом Орлеане, в январе 2015 года в Лос-Анджелесе и в июне в Бангкоке.Премьера в США состоялась 2 сентября 2016.

## Сюжет
После того, как безжалостный чемпион муай тай Тонг По задушил на подпольном турнире брата молодого бойца Курта Слоуна, тот отправляется к его бывшему наставнику с целью усовершенствовать навыки и отомстить убийце.

## В ролях
| Актёр             | Роль         |
| ----------------- | ------------ |
| Ален Мусси        | Курт Слоун   |
| Жан-Клод Ван Дамм | мастер Дюран |
| Дейв Батиста      | Тонг По      |
| Джина Карано      | Марсия       |
| Жорж Сен-Пьер     | Кави         |
| Дэррен Шахлави    | Эрик Слоун   |
| Сара Малакул Лейн | Лью          |
| Мэттью Зифф       | Бронко       |
| Ти Джей Сторм     | Сторм        |
| Тайрон Вудли      |              |
| Луис Да Силва     | Стал         |
| Люк Хоукс         | боец         |
| Джозеф Валтеллини | боец         |
| Джо Шиллинг       | боец         |

## Кастинг
Роль наставника Курта Слоуна изначально была закреплена за Тони Джаа, который планировал сыграть Зиана Чау из оригинальной ленты, но в конечном итоге был вынужден покинуть проект из-за несовместимости съёмочных графиков.
Первоначально на роль брата Курта Слоуна, Эрика, был приглашён Скотт Эдкинс, однако актёр отказался от предложения, посетовав на крайне ограниченное количество сцен с участием своего персонажа.